# Mario Parrinello
Mario Parrinello (Lanusei, 3 febbraio 1960) è un compositore di scacchi italiano.

## Biografia
Nato in Ogliastra da famiglia proveniente da Marsala, è laureato in medicina ed attualmente vive con la famiglia a Marcaria in provincia di Mantova. Di professione è un medico cardiologo.

## Attività scacchistica
Nel 2012 è diventato il primo Grande Maestro della composizione italiano. Il titolo gli è stato assegnato ufficialmente nel 55º Congresso WFCC (World Federation of Chess Composition) di Kōbe.
Ha composto e pubblicato un migliaio di problemi (il primo nel 1977). È uno specialista dei problemi di aiutomatto e Fairy. Nel 2001 è stato nominato Giudice Internazionale per la composizione di problemi di matto in due mosse e di aiutomatto.
Nel 2000 ha scritto il booklet “Il tema Zilahi ciclico nell'aiutomatto in due mosse”.
Vincitore di due coppe del mondo per la composizione scacchistica: nel 2011 (sezione aiutomatti) e nel 2012 (sezione Fairy).
Vincitore di due edizioni del Campionato Italiano Assoluto di composizione scacchistica (2010-2012 e 2013-2015), competizione organizzata dall'Associazione Problemistica Italiana.
Nel Campionato mondiale WCCI 2019-2021 si è classificato 5° Assoluto nella sezione G (Eterodossi).